# Abetone
Abetone és una antiga comune de la província de Pistoia, a la Regió de la Toscana, que es troba a 80 quilòmetres al nord-oest de Florència i 49 quilòmetres al nord-oest de Pistoia. La seva superfície era de 31,2 km² i el 2011 tenia 687 habitants.
Limitava amb les comunes de Bagni di Lucca, Coreglia Antelminelli, Cutigliano i Fiumalbo.
L'1 de gener 2017 es va fusionar amb el municipi de Cutigliano creant així el nou municipi d'Abetone Cutigliano, del qual actualment és una frazione.

## Fills il·lustres
- Zeno Colò, esquiador de la dècada de 1950